# Bouvante
Bouvante est une commune française située dans le département de la Drôme, en région Auvergne-Rhône-Alpes.
Ses habitants sont dénommés les Bouvantiens.

## Géographie

### Localisation
Bouvante est située dans le Royans. Elle fait partie de la communauté de communes du Royans-Vercors. La commune est située à 40 km à l'est de Romans-sur-Isère et à 8 km au sud de Saint-Jean-en-Royans.

### Géologie et relief
La commune est positionnée au pied du col de la Bataille, un des plus hauts cols routiers du massif préalpin du Vercors.

### Hydrographie

#### Les cours d'eau
La Lyonne (quelquefois écrit : la Lionne), affluent de la Bourne, traverse le territoire communal.

#### Le lac de Bouvante
Situé sur le cours de  la Lyonne, le lac artificiel de Bouvante est le plus grand lac du massif du Vercors qui en compte très peu, du fait de sa nature calcaire.
- Il a une surface de 18 hectares et un volume 1,3 million de m3.
- Le barrage sur la Lyonne a été construit en 1925, afin de produire de l’électricité dans une usine située à six kilomètres en aval, sur le cours du torrent. Une conduite forcée de plus de 5 km de longueur amène l’eau depuis le barrage jusqu’à la centrale. En aval du barrage, le débit du torrent est de 33 l/s[2].

### Climat
Pour des articles plus généraux, voir Climat d'Auvergne-Rhône-Alpes et Climat de la Drôme.
En 2010, le climat de la commune est de type climat océanique altéré, selon une étude du CNRS s'appuyant sur une série de données couvrant la période 1971-2000. En 2020, Météo-France publie une typologie des climats de la France métropolitaine dans laquelle la commune est exposée à un climat de montagne ou de marges de montagne et est dans la région climatique  Alpes du nord, caractérisée par une pluviométrie annuelle de 1 200 à 1 500 mm, irrégulièrement répartie en été.
Pour la période 1971-2000, la température annuelle moyenne est de 11,2 °C, avec une amplitude thermique annuelle de 17,8 °C. Le cumul annuel moyen de précipitations est de 1 187 mm, avec 9,3 jours de précipitations en janvier et 6,3 jours en juillet. Pour la période 1991-2020, la température moyenne annuelle observée sur la station météorologique de Météo-France la plus proche, sur la commune de Saint-Jean-en-Royans à 6 km à vol d'oiseau, est de 12,3 °C et le cumul annuel moyen de précipitations est de 1 136,1 mm,. Pour l'avenir, les paramètres climatiques de la commune estimés pour 2050 selon différents scénarios d'émission de gaz à effet de serre sont consultables sur un site dédié publié par Météo-France en novembre 2022.

### Voies de communication et transports
Il est possible de rejoindre Saint-Jean, via le Col de la croix lorsque l'on se trouve à Bouvante le Haut.

## Urbanisme

### Typologie
Au 1er janvier 2024, Bouvante est catégorisée commune rurale à habitat très dispersé, selon la nouvelle grille communale de densité à 7 niveaux définie par l'Insee en 2022.
Elle est située hors unité urbaine et hors attraction des villes,.

### Occupation des sols
L'occupation des sols de la commune, telle qu'elle ressort de la base de données européenne d’occupation biophysique des sols Corine Land Cover (CLC), est marquée par l'importance des forêts et milieux semi-naturels (91,6 % en 2018), une proportion sensiblement équivalente à celle de 1990 (92 %). La répartition détaillée en 2018 est la suivante : 
forêts (76,6 %), milieux à végétation arbustive et/ou herbacée (13,9 %), prairies (6,6 %), zones agricoles hétérogènes (1,4 %), espaces ouverts, sans ou avec peu de végétation (1,1 %), espaces verts artificialisés, non agricoles (0,3 %). L'évolution de l’occupation des sols de la commune et de ses infrastructures peut être observée sur les différentes représentations cartographiques du territoire : la carte de Cassini (XVIIIe siècle), la carte d'état-major (1820-1866) et les cartes ou photos aériennes de l'IGN pour la période actuelle (1950 à aujourd'hui).

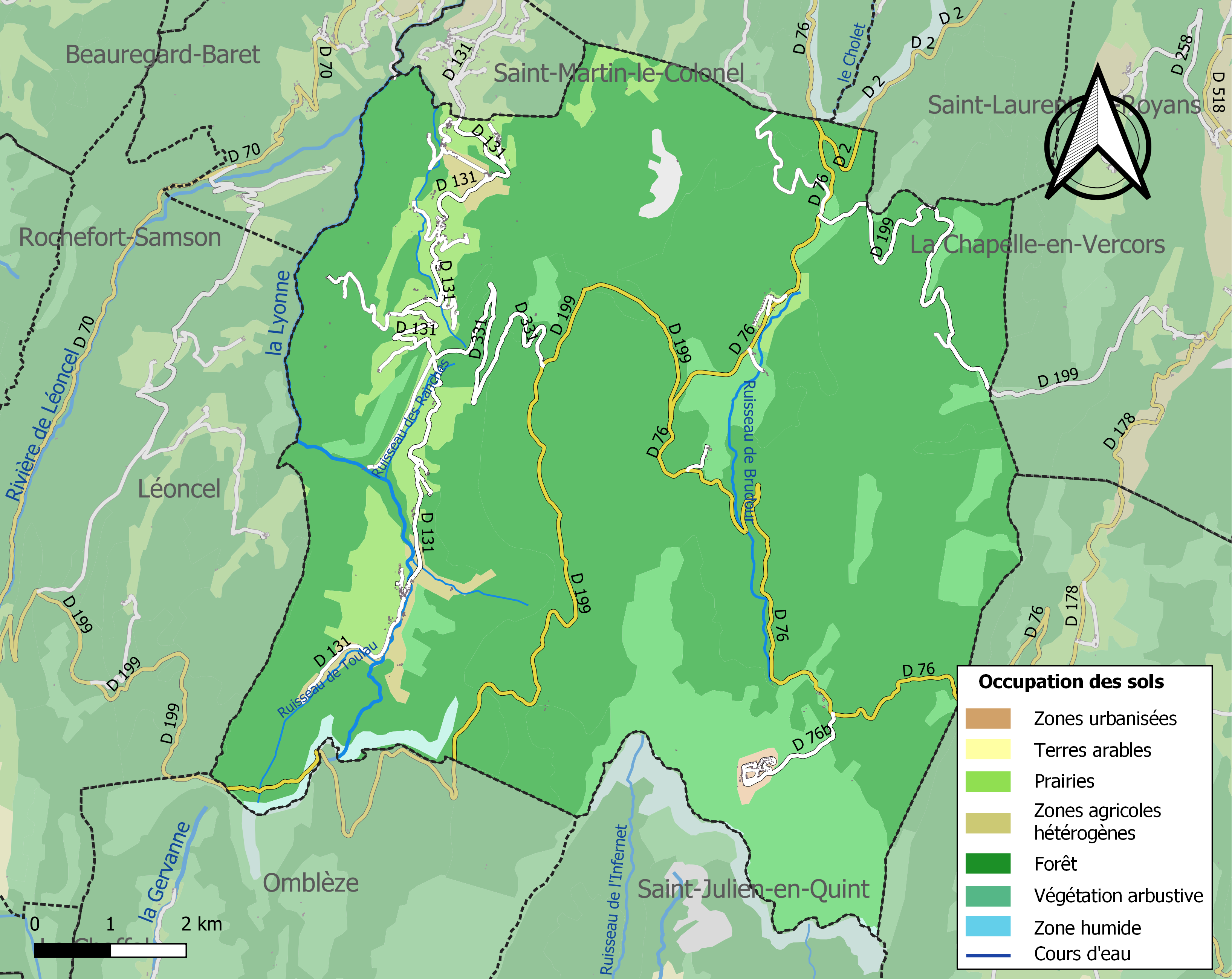
Carte des infrastructures et de l'occupation des sols de la commune en 2018 (CLC).

### Morphologie urbaine
La commune se compose de deux hameaux principaux : Bouvante-le-Haut et Bouvante-le Bas.

#### Hameaux et lieux-dits
Liste des divers hameaux, quartiers et lieux-dits résidentiels urbains comme ruraux, ainsi que les écarts qui composent le territoire de la commune de Bouvante, présentés selon les références toponymiques fournies par le site géoportail de l'Institut géographique national.
| - Chaillard - les Rochats - les Vignes - Pélandré - Lente - la Courerie - la Rouye - les Sables - Bouvante-le Bas - Sainte-Marie (ancienne chartreuse) - Douçanet | - Bessou - les Vignons - Pôtre - les Roux - la Pène - le Maillet - Dragoux - le Bruchet - Peyroux - les Ranches - les Ollats | - les Contents - le Toit - les Jacines - Charet - Blache - Many - Bouvante-le-Haut - Logue - les Roissards - Gampaloux - les Granges |

## Risques naturels
La commune de Bouvante a été touchée par un tremblements de terre d’intensité V sur l’échelle MSK en 1809.
L'ensemble du territoire de la commune de Bouvante est située en zone de sismicité no 4 (sur une échelle de 5), comme la plupart des communes de son secteur géographique.
| Type de zone | Niveau            | Définitions (bâtiment à risque normal) |
| ------------ | ----------------- | -------------------------------------- |
| Zone 4       | Sismicité moyenne | accélération = 1,6 m/s2                |

## Toponymie

### Attestations
Dictionnaire topographique du département de la Drôme :
- 1190 : Vallem de Bovanti (cartulaire de Léoncel, 44) ;
- 1265 : Bovantio (cartulaire de Léoncel, 218) ;
- 1265 : mention de l'église (Saint-Pierre) : Capella de Bovantis (cartulaire de Léoncel, 218) ;
- 1446 : mention de l'église (Saint-Pierre) : Ecclesia de Bovantio (pouillé hist.) ;
- 1452 : Bouvancium (archives de la Drôme, E 2421) ;
- 1466 : Boventium (pap. de Valfanjouse) ;
- 1576 : Bouvantis (pouillé de Die) ;
- 1629 : mention de l'église (Saint-Pierre) : La cure de Bouvantis (rôle de décimes) ;
- 1779 : Bouvente (Aff. du Dauphiné) ;
- 1891 : Bouvantes, commune du canton de Saint-Jean-en-Royans.

Non daté[réf. nécessaire] : Bouvante.

### Étymologie
Le nom de la commune serait issu d'un composé gaulois *Bo-venton, l'abattoir (ou aire de sacrifice) à bœufs, d'après Xavier Delamarre. Delamarre n'en parle pas dans son Dictionnaire de la langue gauloise de 2001.

## Histoire

### Protohistoire: les Celtes
Durant la période celte, le territoire de Bouvante se situait en limite du territoire des Allobroges et de celui des Ségovellaunes.

### Antiquité: les Gallo-romains
Le lieu-dit « Quatre Têtes », situé près de Saint-Nazaire-en-Royans (à quelques kilomètres de Bouvante) et qui domine le confluent de la Bourne et de l'Isère, pourrait avoir été un oppidum. Il fait partie des hypothèses sur l'emplacement de la cité non localisée de Ventia.

### Du Moyen Âge à la Révolution
Le fief est disputé entre les dauphins de Viennois et les comtes de Diois (puis les évêques de Die).
La seigneurie :
- Fief des dauphins.
- 1151 : donné à la chartreuse du Val-Sainte-Marie.

Il y avait, en 1789, dans cette commune, 185 chefs de famille.
Avant 1790, Bouvante était une communauté de l'élection et subdélégation de Valence et du bailliage de Saint-Marcellin, formant une paroisse du diocèse de Die. Son église, sous le vocable de Saint-Pierre, et les dîmes appartenaient aux chartreux du Val-Sainte-Marie (voir le Couvent), depuis la donation qui leur en fut faite en 1189 par les comtes de Valentinois, qui les avaient acquises de l'abbaye de Saint-Bénigne de Dijon.

#### La chartreuse du Val-Sainte-Marie
Dictionnaire topographique du département de la Drôme :
- 1145 : maison de chartreux, fondée par les dauphins qui la dotèrent aussitôt de la seigneurie temporelle de Bouvante, et à qui les comtes de Valentinois acquirent, en 1186, les dîmes de la paroisse de ce nom.
  - Les moines défrichèrent et exploitèrent les lieux[réf. nécessaire].
- 1179 : Prioratus Vallis Beate Marie (cartulaire de Die, 30).
- 1190 : Vallis Sancte Marie de Valle Bovanti (cartulaire de Léoncel, 44).
- 1196 : Domus Vallis Sancte Marie (cartulaire de Léoncel, 62).
- 1504 : Prioratus Sancte Marie de Vallis et la Chartreuze de Bouvente (terrier du Val-Sainte-Marie).
- 1516 : Cartusia Vallis Sancte Marie (pouillé de Die).
- 1576 : La Chartrousse Laval Sainte-Marye (rôle de décimes).
- 1788 : La Chartreuse du Val-Sainte-Marie  (Alman. du Dauphiné).
- 1891 : Le Couvent, ruine de la commune de Bouvante.

### De la Révolution à nos jours
Comprise en 1790 dans le canton de Rochefort-Samson, cette commune, qui forme actuellement deux paroisses dites du Haut-Bouvantes et du Bas-Bouvantes, fait partie du canton de Saint-Jean-en-Royans depuis la réorganisation de l'an VIII.
1791 : Les chartreux du Val-Sainte-Marie sont expulsés de Bouvante. Le couvent détenait des boiseries exceptionnelles. Elles seront rachetées à l'État par la commune de Saint-Jean-en-Royans qui les installera dans son église[réf. nécessaire].
Le 30 juillet 1978, lors d'un pique-nique en famille, un policier découvre au bord du lac une pierre de 8,3 kg. Cette météorite, une des cinq météorites françaises provenant de l'astéroïde Vesta, sera identifiée par le géologue François Kraut.
- Un fragment de cette météorite fut visible lors l'exposition « Météorites, entre ciel et terre » organisé dans la grande galerie de l'évolution du Musée d'histoire naturelle de Paris du 18 octobre 2017 au 10 juin 2018[23].

## Politique et administration

### Liste des maires
| Période   | Période  | Identité        | Étiquette | Qualité                    |
| --------- | -------- | --------------- | --------- | -------------------------- |
| mars      | 1951     | Henri Labrosse  |           |                            |
| mars 1951 | 1983     | Claude Labrosse |           |                            |
| mars 1983 | 1989     | Henri Allier    |           |                            |
| mars 1989 | En cours | Jean-Luc Faure  | DVG       | Retraité de l'enseignement |

## Population et société

### Démographie
L'évolution du nombre d'habitants est connue à travers les recensements de la population effectués dans la commune depuis 1793. Pour les communes de moins de 10 000 habitants, une enquête de recensement portant sur toute la population est réalisée tous les cinq ans, les populations de référence des années intermédiaires étant quant à elles estimées par interpolation ou extrapolation. Pour la commune, le premier recensement exhaustif entrant dans le cadre du nouveau dispositif a été réalisé en 2008.

En 2022, la commune comptait 211 habitants, en évolution de −11,34 % par rapport à 2016 (Drôme : +2,64 %, France hors Mayotte : +2,11 %).
| 1793 | 1800 | 1806  | 1821  | 1831 | 1836 | 1841 | 1846 | 1851 |
| ---- | ---- | ----- | ----- | ---- | ---- | ---- | ---- | ---- |
| 801  | 849  | 1 029 | 1 014 | 955  | 922  | 908  | 848  | 852  |

| 1856 | 1861 | 1866 | 1872 | 1876 | 1881 | 1886 | 1891 | 1896 |
| ---- | ---- | ---- | ---- | ---- | ---- | ---- | ---- | ---- |
| 838  | 826  | 835  | 771  | 744  | 690  | 709  | 653  | 628  |

| 1901 | 1906 | 1911 | 1921 | 1926 | 1931 | 1936 | 1946 | 1954 |
| ---- | ---- | ---- | ---- | ---- | ---- | ---- | ---- | ---- |
| 561  | 523  | 463  | 401  | 434  | 377  | 354  | 315  | 287  |

| 1962 | 1968 | 1975 | 1982 | 1990 | 1999 | 2006 | 2008 | 2013 |
| ---- | ---- | ---- | ---- | ---- | ---- | ---- | ---- | ---- |
| 285  | 250  | 222  | 219  | 220  | 223  | 237  | 239  | 244  |

| 2018 | 2022 | - | - | - | - | - | - | - |
| ---- | ---- | - | - | - | - | - | - | - |
| 214  | 211  | - | - | - | - | - | - | - |

### Enseignement
La commune est rattachée à l'académie de Grenoble.

### Manifestations culturelles et festivités
- Fête : premier dimanche d'août (Bouvante-le-Haut) et quatrième dimanche d'août (Bouvante-le-Bas)[14].

### Médias
- Presse locale et régionale :

Le quotidien régional historique des Alpes tirant à grand tirage est Le Dauphiné libéré. Celui-ci consacre, chaque jour, y compris le dimanche, dans son édition locale, un ou plusieurs articles à l'actualité du village, ainsi que des informations sur les éventuelles manifestations locales, les travaux routiers, et autres événements divers à caractère local au niveau de la commune de Saint-Martin-en-Vercors.
Il existe aussi d'autres journaux, comme les hebdomadaires L'Agriculture Drômoise et  Drôme Hebdo
- Presse audio-visuelle

Ici Drôme Ardèche est une radio publique diffusée sur tout le territoire du département de la Drome.

### Cultes
La communauté catholique de la commune et son église (propriété de la commune) est rattachée à la « Paroisse Sainte-Marie en Royans-Vercors ». Celle-ci dépend du diocèse de Valence dont elle dépend. Ce secteur géographique de la vie religieuse catholique couvre l'ensemble des communes du plateau du Vercors ainsi que du Royans.

## Économie
En 1992 : bois, pâturages (bovins).

### Tourisme
- Station de ski de Font d'Urle[14]. : elle possède seize pistes. Le point bas se situe à Lente (1 070 m) et le point culminant à La Pelouse du Lièvre Blanc (1 450 m).
- Station climatique d'été (Lente)[14].

## Patrimoine et culture locale

### Lieux et monuments

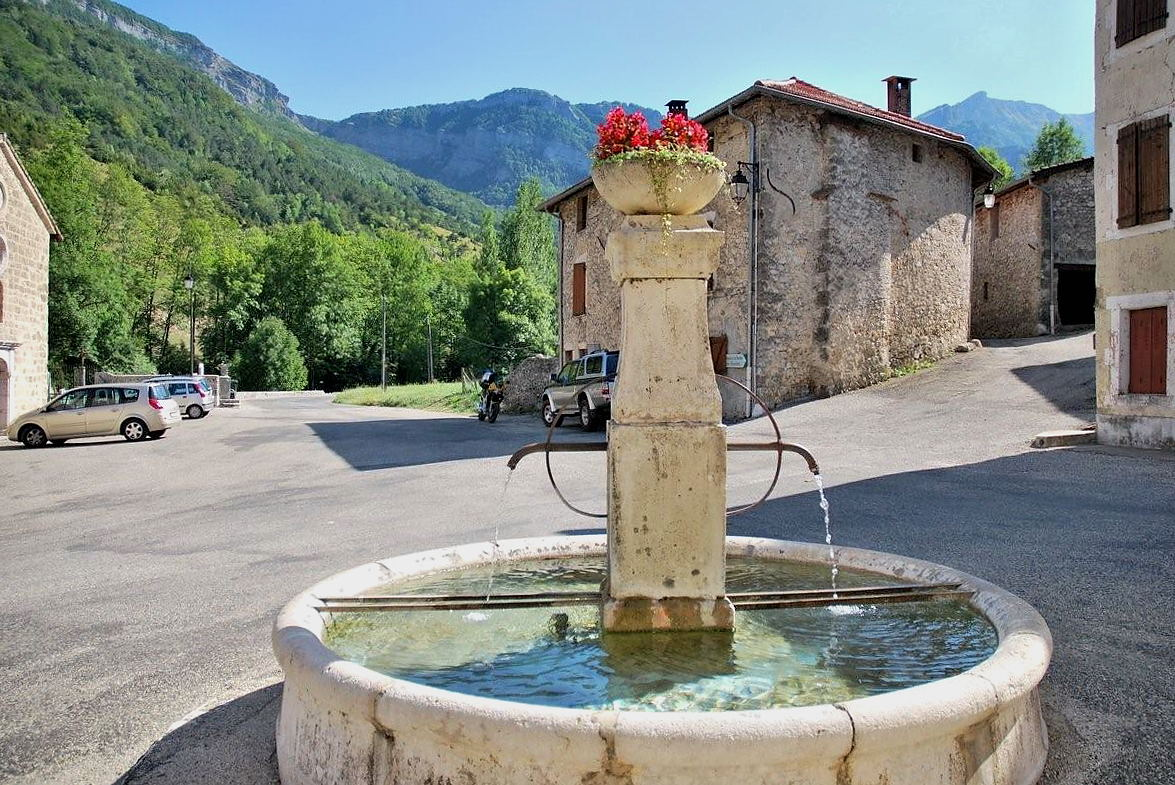
Fontaine de Bouvante-le-Haut.

- L'église Saint-Pierre de Bouvante-le-Haut du XIe siècle de Bouvante-le-Haut[14].
- L'église Saint-Sébastien de Bouvante-le-Bas du XIXe siècle[14].
- La fontaine publique de Bouvante-le-Haut
- Les ruines de la chartreuse du Val-Sainte-Marie sont situées à proximité du hameau des Vignes. Les boiseries exceptionnelles du couvent, confisquées par la Révolution en 1791, sont aujourd'hui visibles dans l'église de Saint-Jean-en-Royans.

### Patrimoine culturel
C'est dans la commune de Bouvante que Pierre Pellegrini situe l'action de son roman La Branche cassée (dans le hameau de Lente)[réf. nécessaire].

### Patrimoine naturel
- Multiples sites et panoramas : lac de Bouvante, gorges de la Lyonne, cirque du Val-Sainte-Marie, col de la Bataille, forêt de Lente, grottes, cascades[14].
- Parc naturel régional du Vercors[14].
- La forêt domaniale de Lente : ancienne propriété de la chartreuse du val Sainte-Marie, cette forêt, reconnue pour la diversité de ses milieux naturels, a été intégrée au domaine de l'État à la Révolution. Cette hêtraie et sapinière d’altitude produit du bois essentiellement exploité par les filières locales[30]. la forêt de Lente fait partie de l'immense forêt du Vercors partagée entre les départements de la Drôme et de l'Isère.

#### Spéléologie

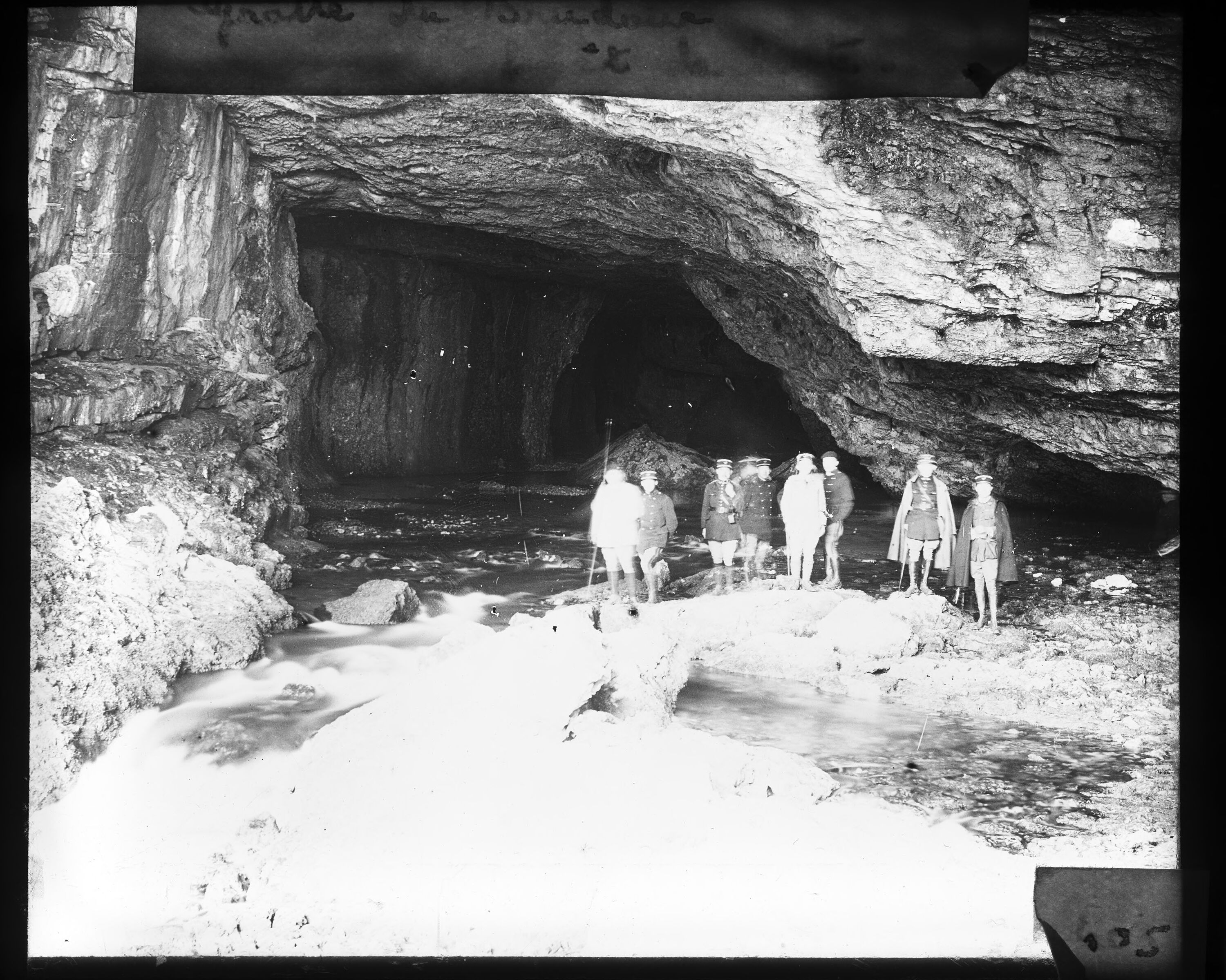
Grotte du Brudour.

De nombreux réseaux existent sous la forêt de Lente. Les principaux sont :
- le scialet de l'Appel-grotte du Brudour[31] de 5 900 mètres de développement ;
- le réseau Christian Gathier[Note 2],[32] de 327 m de dénivelé pour 11 700 m de longueur ;
- le scialet Robin[Note 3],[33] d'une dénivellation de 231 m ;
- plus au sud-est, le réseau des Chuats comporte quatre entrées, le scialet Abel, le scialet des Fleurs Blanches, le scialet des Deux Gardes et le scialet II des Chuats[Note 4] . Il est le deuxième plus grand réseau de la Drôme avec plus de 39 000 m de galeries explorées pour une profondeur de 304 m[34],[35].

### Héraldique, logotype et devise
|  | Bouvante possède des armoiries dont l'origine et le blasonnement exact ne sont pas disponibles. |

### Vidéos
- [vidéo]  [vidéo] « We are Cavers-Scialet Robin » : « 3 min 33 s », Adrien Ragot (mise en ligne & montage) Images: Ales Hrabec, Alexandre Lopez, Adrien Ragiot, 2 septembre 2016, beontherope.com (consulté le 9 juillet 2017).